# かぶと湯温泉

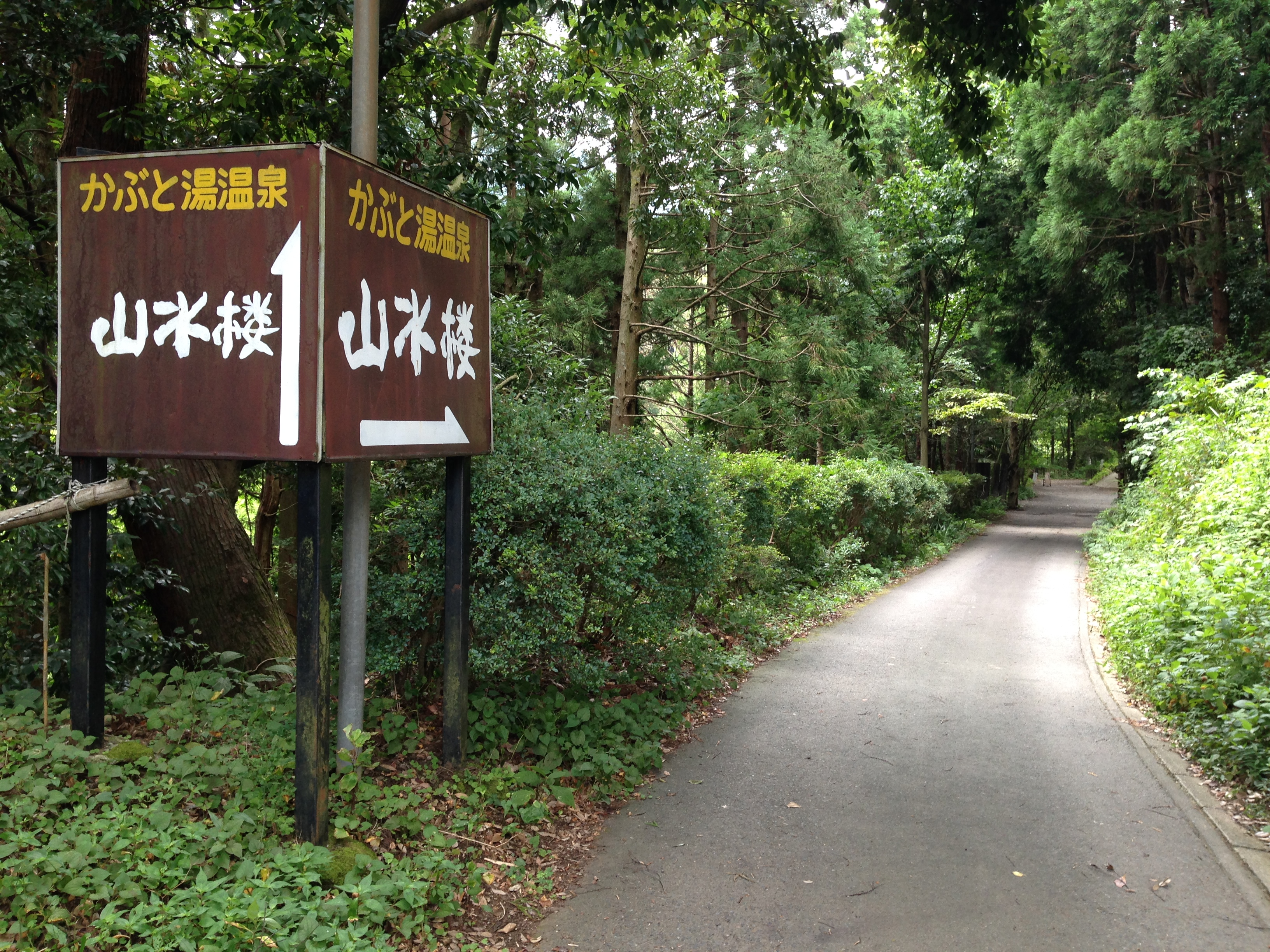
山水楼の案内看板

かぶと湯温泉（かぶとゆおんせん）は、神奈川県厚木市七沢（旧相模国）にある温泉。七沢温泉郷に含まれる。また、旅館は山水楼（さんすいろう）が1軒のみ存在する。

## 泉質
メタケイ酸およびメタホウ酸含有量により、温泉法の規定を満たした温泉である。山水楼では消毒・循環装置等は一切使用しておらず、100%の源泉掛け流しとなっている。またpH値が10.1（2004年測定）とアルカリ度が高く、「美人の湯」の異名を持つ。
- アルカリ性単純温泉
  - 自然湧出の源泉
  - 源泉温度23℃
  - 湧出量毎分5リットル
  - pH値は10.1と高いアリカリ度を誇る
  - 源泉の触感はとろみがあり、ぬるぬる度が非常に高い

## 温泉地
一軒宿である「山水楼」が存在し、後述のように日帰り入浴も実施している。また、施設利用者などが利用できる無料駐車場（20台分）も設置されている。

### 日帰り入浴（立ち寄り湯）
詳細は旅館公式サイトの「プラン・料金のページ」を参照。
- 入浴料金：1時間1100円（個室休憩3時間利用の場合は2500円）
- 営業時間：11:00〜17:00（最終受付：16:00）

※火・水曜日定休。ただし、その他の日でも宿泊状況などにより実施してない場合や早めに終了する場合もある（詳細は要問い合せ）。
※なお、食事付きプランを希望の場合は事前予約をしたほうが確実である。

## 歴史・温泉名の由来
源泉の発見は1923年（大正12年）である。関東大震災の後、温泉の湧出が始まった。温泉名の由来は、兜の形をした岩が崩れたことで温泉が発見されたことによる。湧出当初は近隣の農家の人などが入りに来ていたという。

## 位置・アクセス
位置
- 北緯35度27分21.78秒 東経139度17分22.88秒 / 北緯35.4560500度 東経139.2896889度
- 厚木［南西］ - 地理院地図
- かぶと湯温泉 - Google マップ

アクセス
- 鉄道・バス：小田急小田原線本厚木駅あるいは愛甲石田駅、伊勢原駅よりバスで約30〜45分
  - 本厚木駅方面からは神奈中バス厚33「七沢」行に乗り、終点「七沢」下車（徒歩約8分）
  - 愛甲石田駅方面からは神奈中バス愛11「七沢病院」行に乗り、「七沢病院下」下車（徒歩約20分）
  - 伊勢原駅方面からは神奈中バス伊34「七沢」行に乗り、終点「七沢」下車（徒歩約8分）